# Stopień swobody (fizyka)
Stopień swobody – zmienna pozwalająca opisać stan układu fizycznego. Liczba stopni swobody – to najmniejsza liczba niezależnych zmiennych potrzebnych do jednoznacznego opisania stanu układu.

## Mechaniczne stopnie swobody

Podwójne wahadło ma dwa stopnie swobody: definiują je np. kąty odchylenia nici od pionu

W mechanice klasycznej stopniem swobody jest każda zmienna potrzebna do opisu stanu układu fizycznego, czyli położenia jego poszczególnych części w przestrzeni.
Liczba stopni swobody jest równa najmniejszej liczbie niezależnych zmiennych potrzebnych do jednoznacznego opisania stanu układu; liczba ta zależy od liczby części tworzących układ oraz od charakteru nałożonych więzów. Dla układu mechanicznego stopniami swobody są współrzędne uogólnione. Np. ciało punktowe w przestrzeni ma 3 stopnie swobody, ciało ślizgające się po dowolnej powierzchni – 2, wahadło drgające w płaszczyźnie – 1; ciało sztywne – 6 stopni swobody: trzy translacyjne współrzędne środka masy oraz trzy rotacyjne (obrotowe) – współrzędne kątowe, określające obrót bryły w przestrzeni. 
Ogólnie: Jeżeli na układ mający {\displaystyle n} stopni swobody nałoży się {\displaystyle w} więzów, to liczba stopni swobody zmniejszy się do {\displaystyle n-w}. 
W szczególności dla mechanizmu złożonego z dwóch ciał złączonych ze sobą w parę kinematyczną, jeżeli pierwsze ciało ma {\displaystyle n_{1}} stopni swobody, a drugie {\displaystyle n_{2}} oraz między tymi ciałami występuje {\displaystyle w} więzów, to układ ciał ma {\displaystyle n_{1}+n_{2}-w} stopni swobody.
Ciała odkształcalne mogą mieć większą liczbę stopni swobody; zależnie od przyjętego modelu rozróżnia się ciała o skończonej liczbie stopni swobody (tzw. modele dyskretne), oraz ciała o nieskończonej liczbie stopni swobody (tzw. modele ciągłe).
Ruch układu mechanicznego można przedstawić za pomocą trajektorii, jaką kreśli w przestrzeni konfiguracyjnej wektor wodzący; wektor ten jest wyrażany za pomocą współrzędnych uogólnionych, będącymi stopniami swobody układu.

## Termodynamiczne stopnie swobody

Obszary termodynamicznej trwałości faz w układzie jednoskładnikowym.

Dla układów termodynamicznych liczbę stopni swobody {\displaystyle \mathbf {s} } definiuje się jako liczbą niezależnych parametrów, które można zmieniać nie powodując zmiany liczby i rodzaju faz układu, czyli tzw. stanu termodynamicznego. Liczba {\displaystyle \mathbf {s} } jest zależna od liczby niezależnych składników układu i liczby ich faz. Zależność tę opisuje reguła faz Gibbsa.
W najprostszym przypadku układów jednoskładnikowych i jednofazowych (np. gaz CO, ciecz Cl2 itp.) mogą zmieniać się – bez zmiany stanu – trzy parametry intensywne: ciśnienie {\displaystyle (p),} temperatura {\displaystyle (T)} i objętość {\displaystyle (V).} Ponieważ parametry te są wzajemnie powiązane równaniami stanu (np. dla gazu doskonałego mamy równanie stanu gazu doskonałego), dlatego niezależnie mogą zmieniać się tylko dwa spośród tych trzech parametrów, tj. ciśnienie i temperatura, ciśnienie i objętość lub temperatura i objętość.
Na wykresach fazowych p–T dla układów jednoskładnikowych punkty {\displaystyle (p,T)} leżące w obszarach trwałości poszczególnych faz mają dwa stopnie swobody – punkty te mogą swobodnie przemieszczać się wewnątrz odpowiednich pół. Liczba stopni swobody zmniejsza się o jeden, gdy punkt znajdzie się na linii równowagi między fazami {\displaystyle (s=1).} W punkcie współistnienia trzech faz układ jednoskładnikowy nie ma stopni swobody {\displaystyle (s=0).} Punkt ten jest określany jako „inwariantny”, „niezmienniczy” lub „zerozmienny”.
Układy wieloskładnikowe, których stan zależy od parametrów fizycznych i zbioru niezależnych zmiennych stężeniowych poszczególnych składników, mają większą liczbę stopni swobody.